# مایکل پاونه
مایکل پاونه (به انگلیسی: Michael Pavone) کارگردان فیلم ، فیلمنامه نویس ، تهیه کننده / نویسنده تلویزیون و معاون اجرایی سابق شرکت دبلیودبلیوئی قبل از عزیمت از این شرکت در آگوست ۲۰۱۱ است. 
نشریه لس آنجلس تایمز در تاریخ ۱۲ آگوست ۲۰۱۱ گزارش داد مایک پاون شرکت را ترک کرده است. دلیلی برای عزیمت وی ذکر نشد. 